# Копла
Коплі (ісп. copla) — мала форма іспанського пісенного фольклору, написана восьмискладовим віршом з римуванням парних рядків.

## Історія
Іспанська копла виникла в Андалузії в епоху Середньовіччя в результаті тісної взаємодії трьох різних культур — іспанської, арабської та єврейської. Зараз існує в різних діалектних та регіональних варіантах.

## Тематика
Тематично копла на самому початку свого існування мала вигляд скарги дівчини на невірність коханого, несправедливість долі тощо. Цей ліричний цикл, як і раніше, залишається ядром всіх відомих зібрань копли. Згодом в коплі знайшли своє місце побутові сюжети з життя і такі ключові моменти людського життя, як народження, смерть, а також поворотні моменти в людських відносинах — розставання, зрада, одруження тощо.

### Приклад традиційної копли з перекладом
| Іспанська                 | Українська                            |
| ------------------------- | ------------------------------------- |
| Sufre, si quieres gozar,  | Страждай, якщо хочеш насолоджуватися, |
| baja, si quieres subir,   | спустися, якщо хочеш піднятися,       |
| pierde, si quieres ganar, | втрачай, якщо хочеш отримати,         |
| muere, si quieres vivir.  | умри, якщо хочеш жити.                |